# اچ‌دی ۷۳۲۵۶
اچ‌دی ۷۳۲۵۶ یک ستاره است که در صورت فلکی قطب‌نما قرار دارد.